# Zehn Tänze
Die Bezeichnung „zehn Tänze“ (auch Kombination) beschreibt im Tanzsport das Tanzen aller zehn klassischen Turniertänze in einem Wettbewerb, welcher von vielen als die „Königsdisziplin“ aufgefasst wird. Während bei Standard- oder Lateinturnieren die Paare jeweils nur fünf Tänze absolvieren, müssen sie bei Turnieren „über zehn Tänze“ alle der unten genannten Tänze präsentieren.
Dabei handelt es sich um die Tänze Langsamer Walzer, Tango, Wiener Walzer, Slowfox und  Quickstep aus dem Bereich der Standardtänze sowie die Tänze Samba, Rumba, Cha-Cha-Cha, Paso Doble und Jive, welche aus dem Bereich der Lateinamerikanischen Tänze stammen.